# Barry Watling
Barry Watling (Walthamstow, 16 luglio 1946) è un ex calciatore inglese, di ruolo portiere.

## Carriera
Trascorse gran parte della carriera nelle serie minori del campionato inglese, con le maglie del Bristol City, Hartlepool Utd e Notts County, con cui vinse la Fourth Division 1970-1971
Nel 1974 e 1975, nei periodi di ferma del campionato inglese, giocò nella North American Soccer League, in prestito ai Seattle Sounders. Fu eletto miglior portiere del campionato nel 1974, mentre nel campionato seguente giunse ai quarti di finale dei play off per il titolo, perdendo contro i futuri finalisti del Portland Timbers.
In patria giocò anche nel Sheffield Weds, Chester City, Rotherham Utd e Maidstone Utd, rivestendo con questi ultimi il duplice incarico di allenatore-giocatore.

## Palmarès
- Fourth Division: 1

Notts County: 1970-1971